# Каменное (Ровненская область)
Каменное (укр. Кам'яне) — село в Берёзовской сельской общине Сарненского района Ровненской области Украины.
Население по переписи 2001 года составляло 1344 человека. Почтовый индекс — 34220. Телефонный код — 8-03635. Код КОАТУУ — 5625083201.

## История
В 1946 г. Указом Президиума ВС УССР село Войткевичи переименовано в Каменное.
До 2020 года входило в Рокитновский район.